# Društvo Crnog zmaja
Društvo Crnog zmaja (|Kyūjitai; 黑龍會; Shinjitai: 黒龍会|kokuryūkai}}, ponekad navođeno i kao Amurski savez bilo je japansko ultra-ultranacionalističko tajno udruženje u prvim desetljećima 20. stoljeća. Osnovano je 1900. godine s ciljem da se iz Mandžurije izbaci Rusko Carstvo koju je njegov osnivač, Ryohei Uchida, smatrao najvećom prijetnjom po sigurnost Japana. Jedan od najvećih uspjeha te organizacije bilo je pribavljanje vrijednih obavještajnih podataka, te stvaranje čvrstih veza s kineskim stanovništvom, gospodarima rata i vođenje kampanje sabotaža i dezinformacije koje će značajno pridonijeti japanskoj pobjedi u rusko-japanskom ratu. Za razliku od svoje preteče - Društva Crnog oceana (Genyosha) - Društvo Crnog zmaja je desetljećima uspjelo očuvati svoju tajnost, tako da su se prvi članci o njegovom postojanju u međunarodnom tisku pojavili tek 1930-ih. U međuvremenu je Društvo steklo izuzetno veliki utjecaj, ali i stvorilo izuzetno efektivnu i široku mrežu obavještajnih agenata i resursa, ispočetka u Istočnoj Aziji, a kasnije i u ostatku svijeta, te služilo kao japanska obavještajna služba iako bez formalnih veza s japanskom vladom. U samom Japanu je u svoje redove regrutiralo najnadarenije studente te počela služiti kao svojevrsna paralelna društvena elita, odnosno kolektivna siva eminencija sa značajnim uticajem na japansku vanjsku politiku. Njen utjecaj je, međutim, za vrijeme drugog svjetskog rata značajno opao, tako da formalna zabrana od strane poratnih savezničkih vlasti 1946. nije bila od velikog značaja.

## Vanjske poveznice
- 1914 Black Dragon statement